# 班達人
班達人，是生活在中非共和國、剛果民主共和國、喀麥隆和南蘇丹的民族。他們在19世紀因奴隸貿易而離開非洲，在法國殖民統治時期接受了基督教但仍保留了一些傳統的宗教制度和價值。

## 人口
在21世紀，班達族人口估計有1300000人，他們是中非共和國最大的民族，生活在該國東北部。他們的語言班達語尼日尔-刚果语系中的乌班吉语支，有9種方言。

## 奴隸貿易
19世紀初，班達人受到北方奴隸販子襲擊的嚴重影響，尤其是來自瓦達伊王國和達爾富爾蘇丹國]的襲擊，後來由al-Zubayr領導的喀土穆[[]阿拉伯人]]襲擊。這些捕獲並將班達人民賣為奴隸。因此許多人沿著烏班吉河向南和向西遷徙。
根據專門研究非洲研究的人類學教授安·布羅爾·斯塔爾的說法，Begho等中世紀城鎮的班達人可能是公元1400年至1600年間奴隸的來源，被賣往北非伊斯蘭國家，公元1500年以前主要貿易對象是婦女和孩子。到了16世紀，來自中非地區的奴隸被用作蘇丹等伊斯蘭國家的生產勞動力，這種奴隸貿易在隨後的幾個世紀中保持相當穩定。專注於非洲的歷史教授丹尼斯·科德爾將奴隸襲擊和貿易行為提前到11世紀和12世紀在利比亞南部的的襲擊中，然後進入查德湖地區，隨後他向南擴展到班達人地區。
來自現在查德的奴隸販子殺害，奴役和帶走班達人導致他們人口減少，當歐洲殖民主義者向販奴國家提供武器時情況進一步惡化。在19世紀後期，他們被南部的“奴隸獵人”襲擊，現在是剛果和南蘇丹的扎達州的軍隊，建立了由阿拉伯商人領導的奴隸交易中心。當法國殖民地在該地區建立時，對班達人的奴隸襲擊被鎮壓。
根據美國歷史教授理查德·布拉德肖的說法，班達人和他們的鄰居加巴亞人在19世紀之前過著普遍的和平生活，之后凱文希靈頓說“非洲奴隸販子，然後歐洲殖民主義者將前所未有的暴力和經濟剝削引入他們的生活“。希臘社會人類學教授G. P. Makris指出，班達人以及努巴人和古穆茲族也是土耳其-埃及人奴隸販賣的主要受害者，在波斯語中班達是奴隸或奴隸的同義詞。

## 架構
班達人是一個父系族群，傳統上一直生活在剛果北部的熱帶草原，由一名頭人指導分散的家庭團體。他們通過狩獵，捕魚，收集野生食物和種植莊稼來維持生計。在危機時期，如為了抵抗奴隸販子襲擊並應對戰爭，班達人選擇酋長指揮戰爭。危機結束後，他們解除戰士們的權力恢復正常。

## 文化
班達人以著名的工藝而聞名，特別是用於儀式和一般用途的雕刻木製物品，以及它們的大型動物形狀的狹縫鼓。這些鼓被班達人用於音樂慶典和傳播信息。
在當代，班達人是在熱帶草原定居的農民。法國殖民官員在班達人中宣傳棉花和木薯種植，而基督教傳教士在法國統治期間贏得了許多皈依者。大多數班達人現在是新教徒（52％）或天主教徒（38％）。然而，他們保留了許多傳統信仰以及前基督教信仰，例如為祖先的靈魂提供祭品以獲得作物豐收。
在婚禮上，以聘金形式出現的嫁妝在傳統上包括為家庭提供的鐵器具。班達人歷史上曾實行一夫多妻制，但這種做法在現代已有所下降。